# Maidenhead

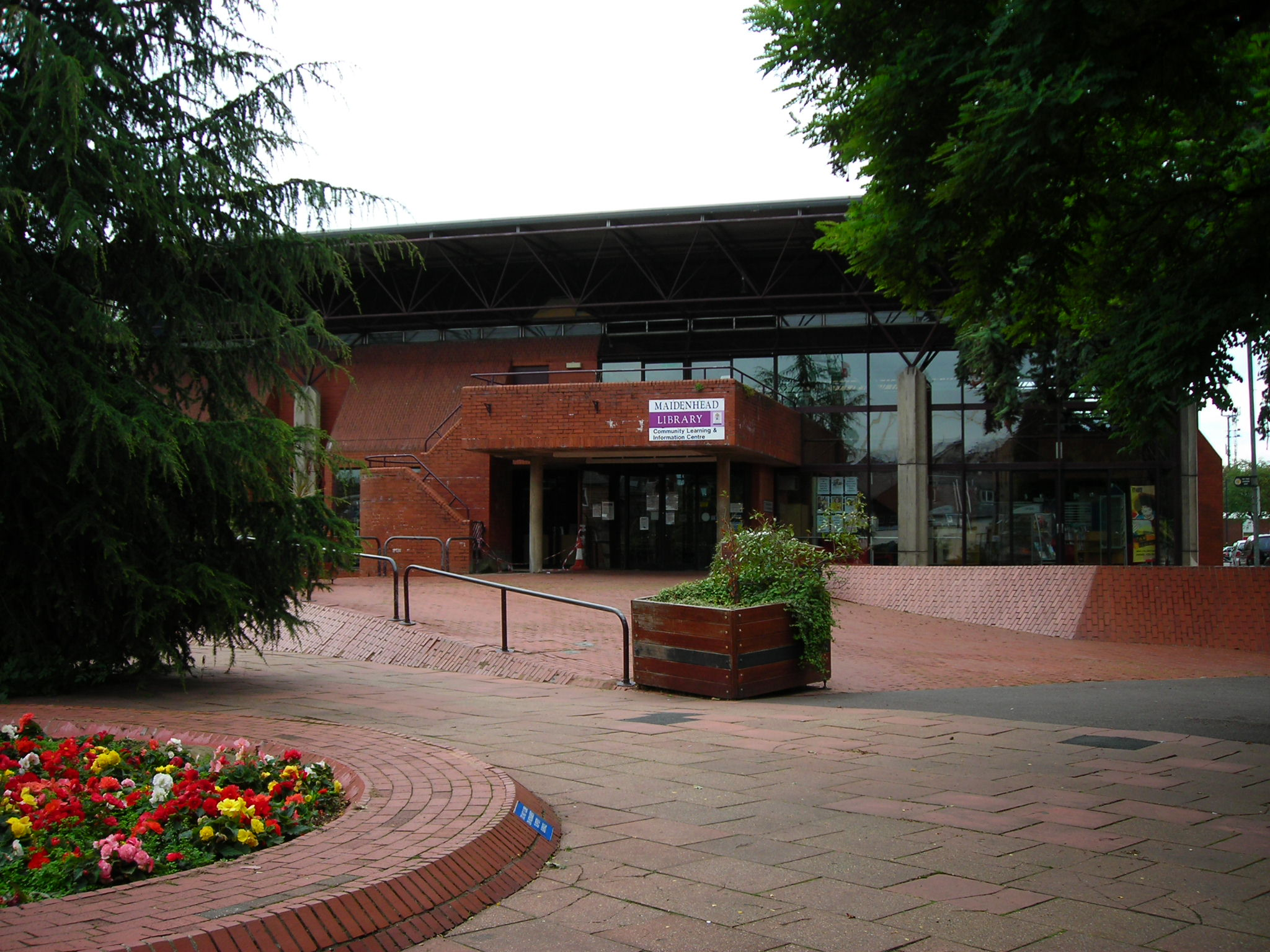
Bücherei in Maidenhead

Maidenhead ist eine Stadt in Berkshire, England. Sie liegt westlich der Themse, etwa 41 km von London entfernt. Die Einwohnerzahl beträgt 58.848 (Stand: 2001).

## Geschichte
Maidenhead ist im Vergleich zu anderen englischen Städten eine recht junge Stadt. Die Nachbarorte Cookham und Bray sind sehr viel älter und waren königliche Landsitze, noch bevor Windsor 1070 gebaut wurde. Das kleine Dorf Elentone lag etwa eine Meile nördlich vom heutigen Maidenhead und hatte um 1086 nur ca. 50 Einwohner. Der normannische Ritter Giles de Pinkney führte dieses Dorf. Sein Andenken wird in der Nähe von Pinkneys Green im Nordwesten von Maidenhead bewahrt.

### Elenton
Einige Jahre nach 1200 entstand eine Stadt auf halbem Weg zwischen Cookham, Bray und dem südlichen Elenton, welches South Aylington genannt wurde, was sich von South Elenton ableiten lässt. Dieses Städtchen lag unweit der Themse und war ständig von Überschwemmungen bedroht. Noch vor 1255 wurde eine hölzerne Brücke über den Fluss gebaut. Nun befahl Heinrich III., die Straßen zu verbreitern, was entscheidend zur Veränderung der Infrastruktur beitrug. Da South Aylington genau zwischen London und Bristol lag, führte nun eine große Straße, die heutige A4, mitten durch die Stadt.

### Maydenheth
In der Nähe der Brücke wurde ein hölzerner Anlegeplatz errichtet. Dieser Anlegeplatz, der „Maiden Hythe“ – was etwa „jungfräuliche Anlegestelle“ bedeutet – war der Ursprung für den Namen dieser Stadt, die nun Maidenhead genannt wurde. Damals wurde es noch „Maydenheth“ gesprochen, erst 1734 bekam die Stadt ihren Namen in der heutigen Aussprache.
Die Reisenden, die über die Brücke kamen, mussten verpflegt werden, und so entstand ein neuer Wirtschaftszweig in Maidenhead. So kam es, dass in Maidenhead vier Brauereien entstanden.

### Industrialisierung
Der nächste große Wandel für Maidenhead kam mit der Einführung der Eisenbahn 1838. Es wurde eine Eisenbahnbrücke über die Themse gelegt, die auch heute noch steht. Doch die Eisenbahn war eher ein Nachteil für die Stadt, denn sie dezimierte den Straßenverkehr, der damals für die Wirtschaft enorme Bedeutung hatte. Bald erkannten die Leute, dass sie nun auf dem Land leben und mit der Eisenbahn in die Stadt zur Arbeit fahren konnten. Die Bevölkerung Maidenheads wuchs nun ständig und es entstanden neue Geschäfte. Im späten 19. Jahrhundert wurden viele neue Straßen gebaut. Entlang dieser Straßen im Zentrum der Stadt fand man nun schöne elegante Häuser für Leute der Arbeiterklasse. Auch das damalige Hotel Orkney Arms wechselte den Namen zu Skindle’s und wurde zu einem sehr beliebten Hotel.
In der Stadt hat das Unternehmen Waterlogic seinen Hauptsitz.

## Sehenswürdigkeiten
Sehenswürdigkeiten in Maidenhead sind der Glockenturm, welcher für das Jubiläum von Queen Victoria gebaut worden ist sowie die Maidenhead Bridge, welche die Themse überspannt.
Des Weiteren gibt es in der Stadt eine Vielzahl an Statuen zu betrachten.
Das Braywick Nature Center bietet eine Ausstellung zum Thema Natur und zum lokalen Naturreservat.

## Politik
Bekannt ist die Stadt als Wahlkreis der ehemaligen Britischen Regierungschefin Theresa May. Sie hat hier seit 1997 ihr Mandat für das britische Unterhaus gewonnen.

## Städtepartnerschaften
Maidenhead betreibt seit Jahren aktive Austausche mit den sogenannten „Twin Towns“. Es handelt sich hierbei um z. B. Schulaustausche, Sportveranstaltungen, Musikveranstaltungen sowie vieles mehr.
Die Partnerstädte Maidenheads (resp. Windsor and Maidenhead) sind:
- Bad Godesberg (Nordrhein-Westfalen), seit 1960
- Saint-Cloud (Frankreich), seit 1957
- Frascati (Italien), seit 1972

## Persönlichkeiten der Stadt

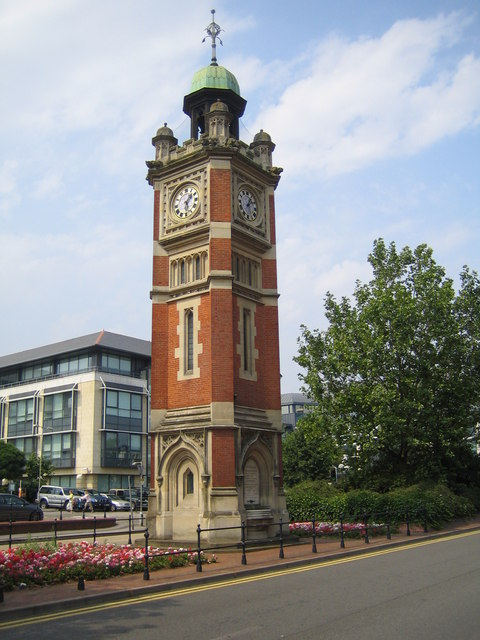
Der Maidenhead Clock Tower am Bahnhof

Der Autor Nick Hornby wurde 1957 in Maidenhead geboren. Außerdem beherbergt der Ort den Hauptsitz des Mercury Phoenix Trust.
Der Jazz- und Fusionmusiker Dudley Phillips wurde dort 1960 geboren. Der Drum-and-Bass-DJ und -Produzent John B wurde 1977 in Maidenhead geboren und wohnt dort heute immer noch.
Entlang der Themse in Maidenhead und benachbarten Dörfern leben zudem zahlreiche Prominente, wie der Fernsehmoderator Michael Parkinson und der Entertainer Rolf Harris.
Die Beatles waren 1965 zu Filmaufnahmen für ihren Film Help! in Cliveden House bei Maidenhead.
Die Spice Girls lebten kurz vor ihrem Durchbruch als internationale Popstars ein Jahr lang in Maidenhead, und die Schauspielschule Redroofs Theatre School in Maidenhead brachte unter anderem den Hollywood-Star Kate Winslet zutage.